# 켈빈

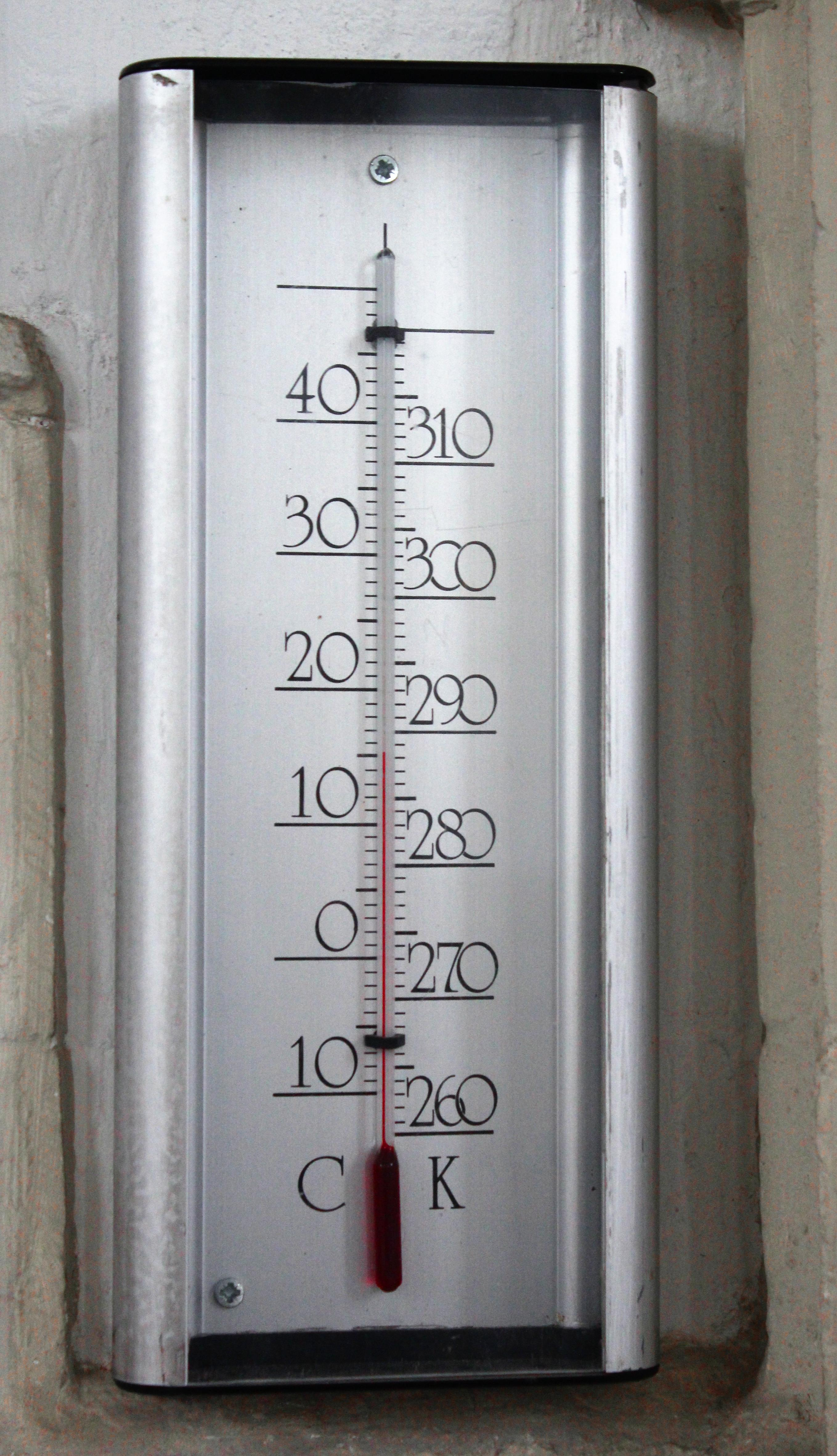
왼쪽이 섭씨, 오른쪽이 켈빈이다.

절대온도(kelvin)는 온도의 SI 단위이다. 켈빈은 절대 온도를 측정하기 때문에, 0 K은 절대 영도(이상 기체의 부피가 0이 되는 온도)이며, 섭씨 0도는 273.15 K에 해당한다. 상대온도의 단위로는 섭씨도와 같다. 켈빈 경의 이름을 땄으며, 기호는 K다.

## 정의

### 이전의 정의
절대 영도와 '빈 표준 평균 바닷물'(Vienna Standard Mean Ocean Water, VSMOW)의 삼중점을 정의하면 0도와 간격을 정의할 수 있다.
이 둘은 섭씨를 켈빈을 통해 정의하고 환산할 수 있도록 한다. 절대 영도는 열에너지가 있을 수 없는 어떤 계(system)의 안정된 상태인데 이런 물체는 우주에 존재하지 않는다. 이 상태를 0 K 이라고 하고 -273.15 °C로 정의한다. 물의 삼중점은 273.16 K이며 0.01 °C로 정의한다. 이는 다음을 의미한다.
1. 이 둘을 이용하여 절대 영도와 273.16도를 정의하므로, 1 켈빈이라는 간격은 절대 영도와 VSMOW의 삼중점의 273.16분의 일이다.
2. 온도가 1 켈빈 상승하는 것과 섭씨 1도 상승하는 것은 같다.
3. 0 K는 -273.15°C라는 것을 의미하므로, 섭씨는 켈빈온도로 켈빈온도는 섭씨로 서로 변환을 할 수 있다.

### 새로운 정의
2019년 5월 20일부터 발효되었다.
볼츠만 상수 k가 1.380 649×10-23 J⋅K-1 (또는 kg⋅m2⋅s-2⋅K-1)이 되도록 하는 값이다.

## 표기
1967~68년의 제13차 국제 도량형 총회 이전에는 다른 온도 표기와 같이 도(°)를 사용하였으나, 이후 현재까지 도(°)의 기호 없이 로마자 대문자 K의 기호만 사용하고 있다.

## 유니코드 문자
이 기호의 유니코드 대응 문자 포인트는 U+212A K kelvin sign이다. 그러나 레거시 인코딩과의 호환을 목적으로 호환 문자가 제공된다. 유니코드 표준은 U+004B K latin capital letter k를 대신 사용할 것을 권고한다. (즉, 일반 대문자 K) U+2126 Ω ohm sign, U+212A K kelvin sign, U+212B Å angstrom sign 문자들이 유니코드에 대응 문자로 존재하기는 하지만 이 세 문자들 예시 모두 일반 문자의 사용이 권고된다.

## 같이 보기
- 국제단위계
- 화씨
- 섭씨
- 온도
- 우주공간
- 임계온도